# Кассандана

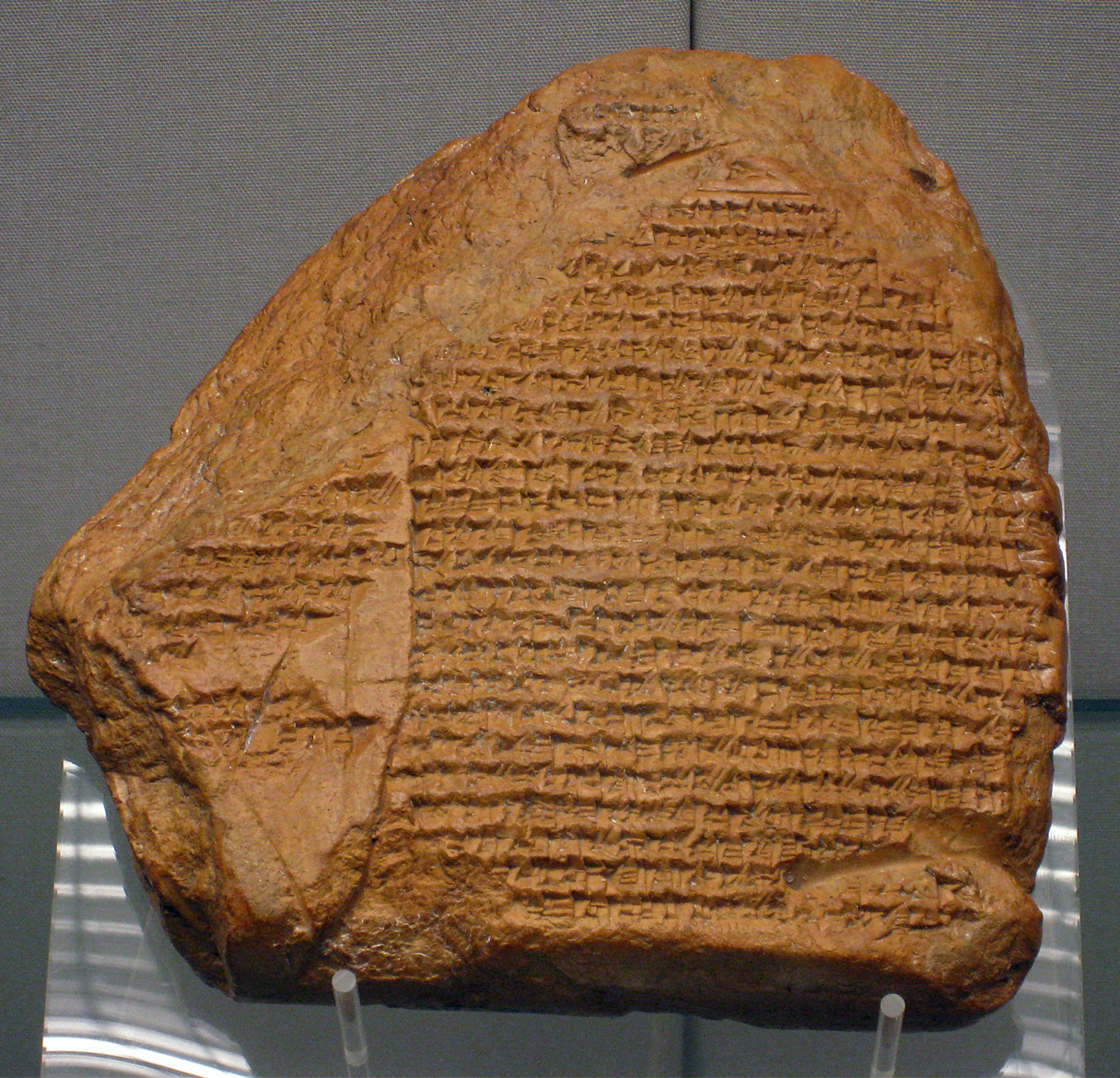
Хроника Набонида

Кассандана (др.-греч. Κασσανδάνη) — жена персидского царя Кира II.

## Биография
Кассандана была дочерью Фарнаспа и сестрой Отана из царского рода Ахеменидов. Она родила Киру Камбиса, Бардию, Атоссу и, возможно, Артистону.
Геродот передает «невероятное сказание» о том, что, когда одна персиянка восхитилась красотой и статью детей Кассанданы, та с горечью заметила в ответ, что муж ее «презирает, а вот женщину, сосватанную из Египта, носит на руках.» Камбис, будучи на тот момент девятилетним ребенком, пообещал, став взрослым, за это оскорбление матери «перевернуть весь Египет вверх дном».
Согласно другому сообщению «отца истории», Кир, напротив, нежно любил свою жену, после смерти которой по всей стране был объявлен траур. Эти сведения подтверждаются и вавилонскими источниками, относящими сообщение о «смерти жены царя» к марту 537 года до н. э. Иранист Мэри Бойс высказала предположение о том, что Кассандана была похоронена в Пасаргадах.

## В культуре
Героиня оперы немецкого композитора Франца Фейхтнера «Кир и Кассандана» (1784 год).